# Ајрали (Кунео)
Ајрали (итал. Airali) је насеље у Италији у округу Кунео, региону Пијемонт.
Према процени из 2011. у насељу је живело 37 становника. Насеље се налази на надморској висини од 257 м.